# Korrigan (Schiff)
Das Containerschiff Korrigan wurde 1972 für die Reederei Messageries Maritimes (MM) gebaut und zählte beim Bau zu den größten und schnellsten Frachtschiffen weltweit. Es war das erste französische Containerschiff der dritten Generation. Der Name Korrigan leitet sich von der bretonischen Bezeichnung für eine Art Waldgeist ab.

## Geschichte

### Bau und geplanter TRIO-Dienst
Geordert wurde die Korrigan 1971 von der Reederei Messageries Maritimes bei der Howaldtswerke-Deutsche Werft in Kiel. Die Korrigan war zunächst als eines von 17 neuen Vollcontainerschiffen der dritten Generation für den Einsatz im TRIO Container Service geplant. Das TRIO-Konsortium bestand aus Hapag-Lloyd, Overseas Containers Limited (OCL – bestehend wiederum aus Ocean Transport & Trading Ltd, der Blue Funnel Line, P & O, der British & Commonwealth Shipping Company sowie Furness, Withy & Co.), Ben Line Containers (Ben Line Steamers und Ellerman Lines), Nippon Yusen Kaisha und Mitsui O.S.K. Lines. Mit dem TRIO-Dienst bauten diese Reedereien einen von Europa über den Sueskanal oder Kapstadt und den Panamakanal gehenden Containerliniendienst nach Kobe, Tokyo, Singapur und Hong Kong auf.
Bei der Übergabe der Korrigan im April 1973 hatte die Messageries Maritimes ihre Beteiligung am TRIO-Dienst zurückgezogen. Das Schiff wurde zunächst in Brest aufgelegt, bevor es dann am 17. Juli 1973 im Richtung Japan ostgehenden Dienst um die Welt des konkurrierenden ScanDutch Service eingegliedert wurde.

### ScanDutch Service
1971 gründeten die drei skandinavischen Reedereien Det Østasiatiske Kompagni (EAC), Kopenhagen, Svenska Ostasiatiska Kompaniet, Göteborg und Wilh. Wilhelmsen in Oslo die Scanservice-Gruppe, um einen Europa-Fernost Containerdienst mit 15-tägigen Abfahrten vom Basishafen Göteborg anzubieten. Sie bestellten die vier gleichwertig großen und sehr schnellen Containerschiffe Selandia und Jutlandia (EAC), Nihon (SEA), und Toyama (Wilhelmsen). Kurz darauf trat die niederländische Reederei Nedlloyd mit den beiden Schiffen Nedlloyd Delft und Nedlloyd Dejima der Gruppe bei, woraufhin diese in ScanDutch umbenannt wurde. Zusammen investierten die Reedereien des in Kopenhagen angesiedelten ScanDutch Service Pools für dieses Bauprogramm von über 700.000 tdw, 250 Millionen US-Dollar, zu denen weitere 35 Millionen Dollar für den Ankauf von Container kamen. Die französische Reederei Messageries Maritimes trat dem Pool mit ihrer Korrigan 1973 bei, bevor schließlich 1977 noch die malaysische Reederei Malaysia International Shipping Corporation (MISC) hinzustieß.
Nach der Ölkrise von 1973 erwies sich der außergewöhnlich leistungsfähige Turbinenantrieb des 27 Knoten schnellen Schiffes als unökonomisch, da er rund 450 Tonnen Schweröl täglich verbrauchte. Nachdem die Messageries Maritimes sich zum 1. Januar 1977 mit der Compagnie Générale Transatlantique (CGT/French Line) zur Compagnie Générale Maritime (CGM) zusammengeschlossen hatte, wurde der charakteristische geschwungene weiße Farbstreifen am Vor- und am Achterschiff, sowie die lange Reihe von „MM“-Symbolen an den Seiten des Schiffes übermalt. Ab 7. Januar 1981 wurde die Korrigan bei Mitsubishi Heavy Industries in Yokohama mit zwei Sulzer Dieselmotoren versehen, mit denen sie noch eine Geschwindigkeit von 22 Knoten erreichte und auf einen Tagesverbrauch von 177 Tonnen kam.

### Restliche Karriere
Nach dem Ende der Zusammenarbeit mit dem ScanDutch-Konsortium im Jahre 1992 erfolgte die Umbenennung in CGM Korrigan und der Pooleinsatz bei CGM/Nedlloyd/MISC. Dort wurde das Schiff 1995 in Nedlloyd Korrigan umgetauft und am 24. März 1997 an die griechische Reederei Costamare veräußert, die das Schiff ein weiteres Jahr unter griechischer Flagge betrieb und nach Ablauf der Charter im März 1998 an Abbrecher in Chittagong verkaufte.

## Technik
Die Schwesterschiffe der Korrigan waren die Benavon, die Benalder und die City of Edinburgh der britischen Ben Line. Der Schiffsentwurf dieser Neubauserie ging auf die von Marshall Meek, dem Leitenden Schiffbauingenieur und Direktor der zur OCL gehörigen Konstruktionsabteilung Blue Funnel/Ocean Fleets, entworfenen Liverpool Bay-Klasse zurück und basierte schiffbaulich auf den durch die Encounter Bay-Klasse gewonnenen Erfahrungen. Die Zwei-Schrauben-Turbinen-Schiffe mit Panamakanal-Abmessungen ohne Back mit Wulstbug und Spiegelheck gehören zu den sogenannten offenen Schiffen, deren Laderaumöffnungen nicht viel Fläche an Deck für den oberen Festigkeitsverband lassen. Die Decksaufbauten und der Maschinenraum befinden sich zwischen dem sechsten und siebenten Laderaum. Die insgesamt acht Räume nehmen in Zellen 1086 20-Fuß-Container und 418 40-Fuß-Container auf. An Deck konnten weitere Lagen je 352 TEU gefahren werden. Angetrieben wurde der Schiffstyp von zwei English-Electric-Getriebeturbinen, die von je einem Foster-Wheeler-Kessel mit einer Dampfleistung von 145 Tonnen je Stunde versorgt werden. Die Stromversorgung übernehmen zwei 1250-kW-Dieselgeneratoren sowie zwei 2500-kW-Turbogeneratoren. Außerdem befindet sich an Bord ein 165-kW-Notstromaggregat. Zwei Bugstrahleinrichtungen mit je 1000 PS Leistung mit Verstellpropeller und eine Flossenstabilisierungsanlage tragen zur Verbesserung der Manövrierfähigkeit und zum besseren Seeverhalten des Schiffstyps bei.
Das Commissariat à l’énergie atomique, Centre de Saclay stellte 1971 auf einem Kolloquium in Hamburg eine Denkschrift zur Einrichtung eines nuklear betriebenen Kessels von 250 MW an Bord der Korrigan vor, die jedoch nie umgesetzt wird.